# The Spirit of Discovery; or, the Conquest of Ocean. A Poem, in Five Books (poemat Williama Lisle’a Bowlesa)

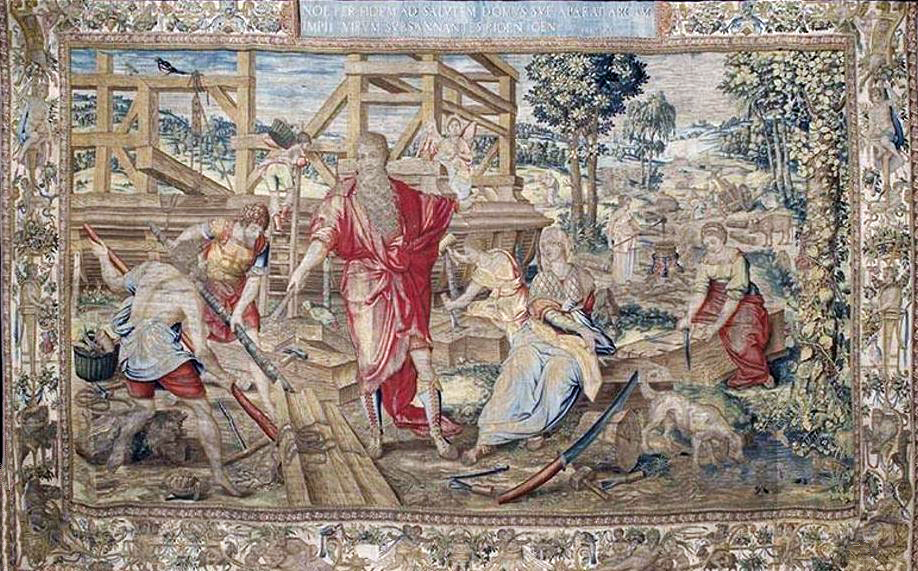
Budowa arki Noego. Arras wawelski

The Spirit of Discovery; or, the Conquest of Ocean. A Poem, in Five Books – poemat epicki angielskiego duchownego i poety Williama Lisle’a Bowlesa (1762–1850), opublikowany w Londynie w 1804. Utwór składa się z pięciu ksiąg, zatytułowanych kolejno The Vision of the Ark, Aegyptians and Phoenicians, The Fall of Babylon, to Founding Alexandria, Progress of Discovery, in the Atlantic, Cape of Good-Hope, America, &c. i General Recapitulation and Conclusion. Utwór jest napisany wierszem białym, czyli nierymowanym pentametrem jambicznym, to znaczy sylabotonicznym dziesięciozgłoskowcem, w którym akcenty padają na parzyste sylaby wersu.
Awake a louder and a loftier Strain!
Beloved Harp, whose tones have oft beguil'd
My solitary sorrows, when I left
The scene of happier hours, and wander'd far,
A pale and drooping stranger; I have sat
(While evening listen'd to the convent's bell)
On the wild margin of the Rhine, and woo'd
Thy sympathies, "a-weary of the world,"
And I have found with thee sad fellowship,
Yet always sweet, whene'er my languid hand
Passed carelessly o'er the responsive wires,
While unambitious of the laurel'd meed
That crowns the gifted bard, I only ask'd
Some stealing melodies the heart might love,
And a brief sonnet to beguile my tears!